# ديفين هاريس
ديفين هاريس (بالإنجليزية: Devin Harris)‏ مواليد 27 فبراير 1983، هو لاعب كرة سلة أمريكي يلعب مع فريق دالاس مافيريكس في الرابطة الوطنية لكرة السلة ويحمل الرقم 20. يبلغ طوله 6 قدم 3 بوصة (1.9 م).

## فرق لعب لها
- دالاس مافيريكس
- بروكلين نتس
- يوتاه جاز
- أتلانتا هوكس
- دالاس مافيريكس

## روابط خارجية
- ديفين هاريس على موقع إن بي أي (الإنجليزية)
- ديفين هاريس على موقع سبورتس رفرنس (الإنجليزية)
- ديفين هاريس على موقع كرة السلة الأوروبية.كوم (الإنجليزية)
- ديفين هاريس على موقع إي إس بي إن.كوم (الإنجليزية)
- ديفين هاريس على موقع كلية كرة السلة في سبورتس رفرنس.كوم (الإنجليزية)
- ديفين هاريس على موقع ريلجم (الإنجليزية)
- ديفين هاريس على موقع بروبوليرز (الإنجليزية)